# Língua kelabit

Kelabit dentre outras línguas de (laranja, norte)

Kelabit é uma das línguas mais remotas das Malaio-Pollinésias de Bornéu, na fronteira de Sarauaque e Calimantã. É falada por uma das menores etnias de Bornéu, o povo kelabit, com cerca de 4.600 falantes.

## Escrita
Vogais simples e duplas – sem F, Q, V, X, Z; com Bp, Dt, Gk, Ng.

## Fonologia
As vogais do kelabit são /ə, a, e, i, o, u/. Todas as consoantes, exceto as plosivas sonoras aspiradas, são alongadas após um /ə/ tônico. A tonicidade geralmente ocorre na penúltima sílaba.
Kelabit é notório por ter "uma série tipologicamente rara de verdadeiras oclusivas aspiradas sonoras" (isto é, não sussurradas; para alguns falantes, elas são consoantes pré-aspiradas com voz modal e tênue, mas sem uma série acompanhante de aspiradas surdas, É o único idioma conhecido que tem consoantes aspiradas ou sussurradas sem também ter consoantes aspiradas surdas, uma situação que foi reconstruída para a língua protoindo-européia.
|           |                            | Bilabial | Dental | Alveolar  | Pós -alveolar /Palatal | Velar    | Glttal |
| --------- | -------------------------- | -------- | ------ | --------- | ---------------------- | -------- | ------ |
| Nasal     | Nasal                      | m        |        | n         |                        | ŋ        |        |
| Oclusiva  | Tenuis                     | p        | t̪      |           |                        | k        | ʔ      |
| Oclusiva  | Sonora modal               | b        |        | d͇         | (dʒ)                   | ɡ        |        |
| Oclusiva  | aspirada sonora/pré-sonora | b͡pʰ ~ b͡p |        | d͇͡t͇ʃʰ ~ d͇͡t͇ | d͇͡t͇ʃʰ ~ d͇͡t͇              | ɡ͡kʰ ~ ɡ͡k |        |
| Fricativa | Fricativa                  |          |        | s         |                        |          | h      |
| Soante    | Soante                     |          |        | l, ɾ͇      | j                      | w        |        |

No final de uma palavra, /t/  é pronunciado [θ]. Para alguns falantes, /d͇͡t͇ʰ/ é africado; na vizinha língua lun dayeh, o equivalente a consoante é uma africada não aspirada  [d͡tʃ]. /dʒ/ é raro e não é atestado em nenhum dialeto.
A consoante vibrante não é alveolar. Não está claro se /n/ e as outras soantes coronais são alveolares como /d/ ou dentais como /t/.
A série de consoantes sonoras aspiradas ocorre apenas intervocalicamente e pode ter surgido de consoantes geminadas. Eles são pelo menos impressionisticamente duas vezes mais longas que outras oclusivas. Elas variam com /b d͇ ɡ/ sob sufixação, com /b͡pʰ d͇͡t͇ʰ ɡ͡kʰ/ ocorrendo onde outras consoantes seriam geminadas alofonicamente:
- /təb͡pʰəŋ/ [ˈtəb͡pʰəŋ] 'cair'> /təbəŋ-ən/ [təˈbəŋːən] 'caiu!'
- /kətəd/ [ˈkətːəd] 'voltar (n)' > /kətəd͇͡t͇ʰ-ən/ [kəˈtəd͇͡t͇ʰən] 'para não ser pronunciada'

Existem vários argumentos que sugerem que as consoantes sonoras aspiradas são segmentos em vez de encontros consonantais:
- Não há (outros) grupos de de consoantes permitidos no idioma. Algumas línguas permitem apenas consoantes geminadas em encontros, mas não há (outros) geminados fonêmicos no kelabit. Em algumas línguas relacionadas, como o ida'an, os reflexos desses sons claramente se comportam como clusters.
- A quebra de sílaba ocorre antes das consoantes (ou seja, [a.bpa], e não no meio ([ab.pa]), este também é o comportamento dos encontros consonantais (incluindo geminados) em línguas relacionadas que os permitem. /i, u/ se tornam [ɪ, ʊ] antes de qualquer consoante final não glotal. Eles não se tornam [ɪ, ʊ] antes de consoantes sonoras aspiradas, novamente sugerindo que não são encontros consonantais.